# Dassault Mirage G
Mirage G var et fransk militærfly med variabel pilgeometri, der aldrig blev sat i serieproduktion. Projektet blev opgivet i 1970'erne.